# Onde de choc
Pour les articles homonymes, voir Onde de choc (homonymie) et choc.

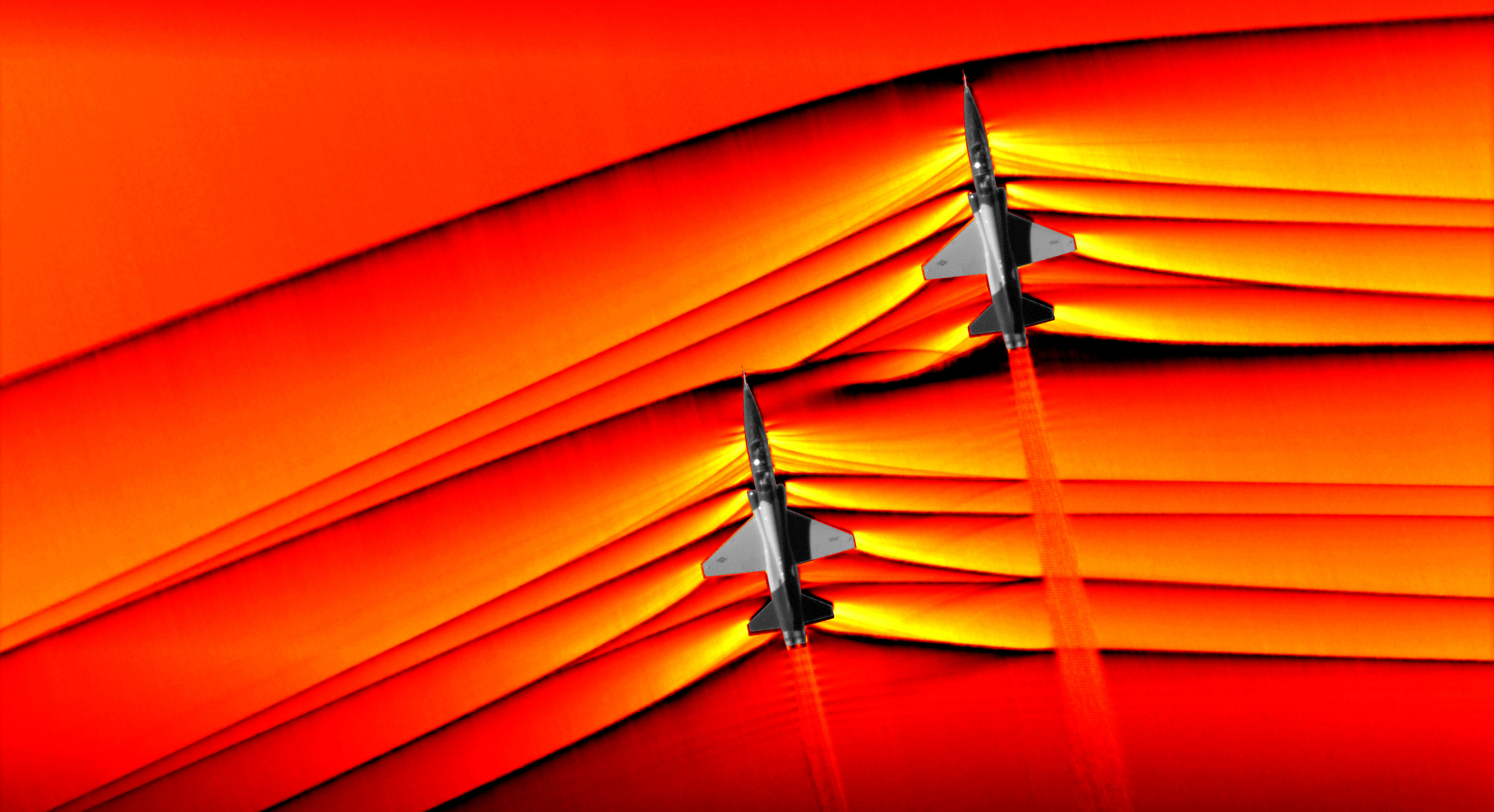
Strioscopie en vol de deux Northrop T-38 Talon avec interaction des écoulements au passage du mur du son.

Une onde de choc est une discontinuité de pression dans la propagation d'un fluide homogène. Le processus est irréversible. Il peut être créé par une explosion ou par le déplacement d'un objet à vitesse supersonique.
Cette appellation s'applique d'abord historiquement aux gaz qui sont décrits par l'équation de Boltzmann. Elle s'étend à tous les milieux pouvant être décrits de la même façon : liquides, solides, milieux dispersés (trafic routier...).
Elle est parfois appliquée à tort aux interfaces liquide-gaz comme les vagues  déferlantes. Bien que l'on assiste pour celles-ci à la formation d'un front de l'interface devenant localement vertical il n'apparaît pas de discontinuité des quantités décrivant chacun des milieux pris séparément. Elle est aussi indûment utilisée pour décrire des phénomènes se matérialisant par un sillage comme le sillage d'un bateau ou l'effet Tcherenkov.

## Histoire de la notion
Le XIXe siècle a vu s'exprimer de nombreuses opinions divergentes de Poisson, Stokes, Rayleight... sur la possible existence d'une discontinuité de propagation d'une onde sonore. Ces divergences étaient à cette époque alimentées par une connaissance insuffisante des lois de la thermodynamique du milieu. L'établissement des équations décrivant une telle discontinuité ont été établies par Pierre-Henri Hugoniot et de William Rankine. Dans la même période Ernst Mach met en évidence expérimentalement le phénomène. Avant cela Riemann jette les bases de l'analyse des équations aux dérivées partielles de type hyperbolique décrivant ce type de phénomène, encore utilisées de nos jours.
Le XXe siècle a nuancé la notion de discontinuité en se plaçant au niveau de description microscopique du gaz. La cinétique des gaz est formalisée par Maxwell et Boltzmann à la fin du siècle précédent. Knudsen a introduit la notion de libre parcours moyen. Chapman et Enskog ont établi les équations de Navier-Stokes sur la base d'un développement qui montre que ces équations ne sont pas valides pour décrire un choc. La mise en évidence du profil de masse volumique sur quelques libres parcours moyens doit attendre la seconde moitié du siècle et les moyens expérimentaux nécessaires.
La notion de choc radiatif, choc de grande intensité influencé par le rayonnement qu'il génère, est développé par Yuri Raizer vers le milieu du siècle, ainsi que les lois régissant les chocs dans les solides par Lev Altshuler ou J. M. Walsh.
La période récente permet de voir que cette notion s'applique à des milieux très différents comme le trafic routier. Cette aspect a été introduit par Lighthill et Whitham.

## Description du choc

### Milieu matériel et ondes
L'onde sonore, perturbation élémentaire du milieu qui transporte l'information dans un milieu au repos, est caractérisée par sa vitesse {\displaystyle a}. Dans le fluide en mouvement l'information est transportée par l'onde de Riemann d'amplitude finie qui représente un train d'ondes élémentaires. Sa vitesse dans un gaz parfait est {\displaystyle \textstyle V\pm {\frac {2a}{\gamma -1}}}, nommée invariant de Riemann car cette quantité se conserve le long des courbes caractéristiques. L'information est transportée suivant ces courbes à la vitesse {\displaystyle \textstyle {\frac {2a}{\gamma -1}}}.

### Le choc comme discontinuité de la pression
Le libre parcours moyen dans le milieu étant {\displaystyle l}, on définit une longueur caractéristique pour toute quantité g par {\displaystyle \textstyle l_{g}={\frac {|g|}{|\nabla g|}}}. Toutes les quantités : vitesse, température, masse volumique... ont une longueur caractéristique du même ordre de grandeur. On dit que la variable {\displaystyle g} est continue si {\displaystyle \,\textstyle l_{g}\,>>\,l}. Dans ce cas le milieu peut être décrit par les équations de Navier-Stokes. Dans le cas contraire cette description n'est pas valide. Toutefois la présence d'un choc reste confinée dans un petit intervalle et une description par les équations d'Euler est suffisante. Ces équations, de par leur structure, autorisent des solutions discontinues qui permettent de calculer les quantités « un peu » après le choc en fonction des quantités « un peu » avant celui-ci, le « un peu » représentant quelques libres parcours moyens. On aboutit ainsi aux relations de Rankine-Hugoniot qui donnent les sauts des diverses quantité à la traversée du choc. En particulier la relation de saut d'entropie permet de montrer l'impossibilité de création d'un choc pour un nombre de Mach inférieur à l'unité (qui correspondrait à une diminution d'entropie) et une valeur positive au-delà, indiquant un processus dissipatif.
Outre la pression le choc s'accompagne d'une discontinuité des autres valeurs. On notera cependant que les relations de Rankine-Hugoniot s'appliquent à une ligne de glissement qui caractérise l'interface entre deux régions de l'écoulement de même pression se déplaçant à des vitesses différentes. Un tel phénomène est créé par l'interaction de deux chocs. Du fait de la viscosité un tel phénomène ne peut avoir qu'une extension spatiale faible.

### Structure du choc dans un gaz

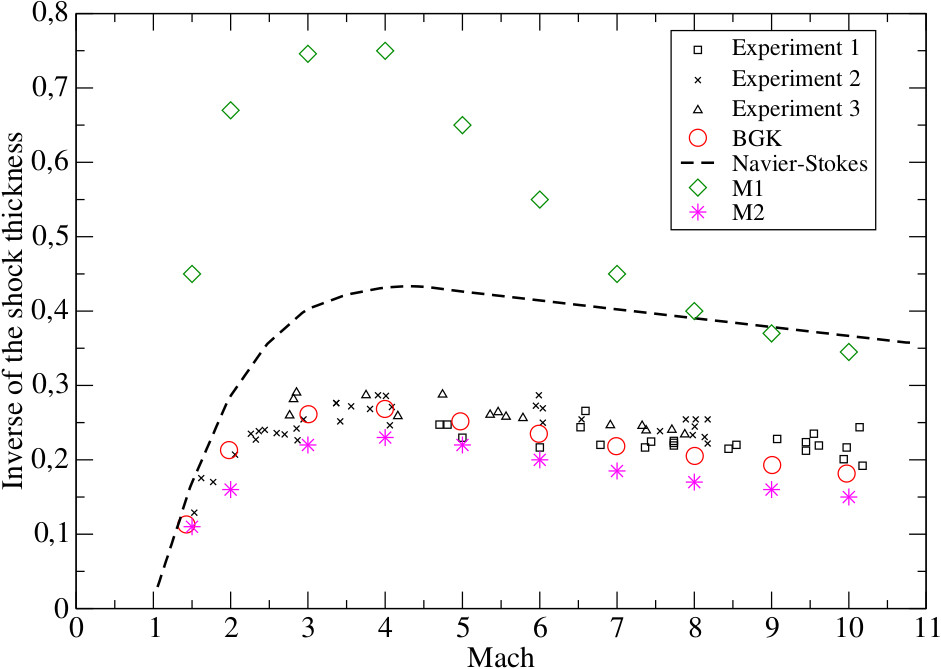
Choc dans l'argon : mesures et calculs. MN est la méthode MN appliquée aux gaz.

Le profil du choc est généralement caractérisé par celui de sa masse volumique, accessible à la mesure. Ce profil dépendant de divers paramètres, on le caractérise par l'« inverse de l'épaisseur du choc », c'est-à-dire par la quantité {\displaystyle \,\textstyle {\frac {\Delta \rho }{\max \nabla \rho }}}, {\displaystyle \,\textstyle \Delta \rho } étant le saut à la traversée du choc. La description mathématique du milieu fait appel à l'équation de Boltzmann. Il n'existe pas de solution analytique et on fait appel pour ce problème à diverses méthodes : Monte Carlo, méthode BGK, méthodes aux moments d'ordre élevé.

### Choc dans un solide ou un liquide
La singularité de l'onde de choc dans un solide tient à l'équation d'état de celui-ci et au fait que le milieu peut être modifié fondamentalement par le choc, directement ou après réflexion. La connaissance du problème réclame donc celle de lois de comportement en régime dynamique et inélastique.

### Choc radiatif

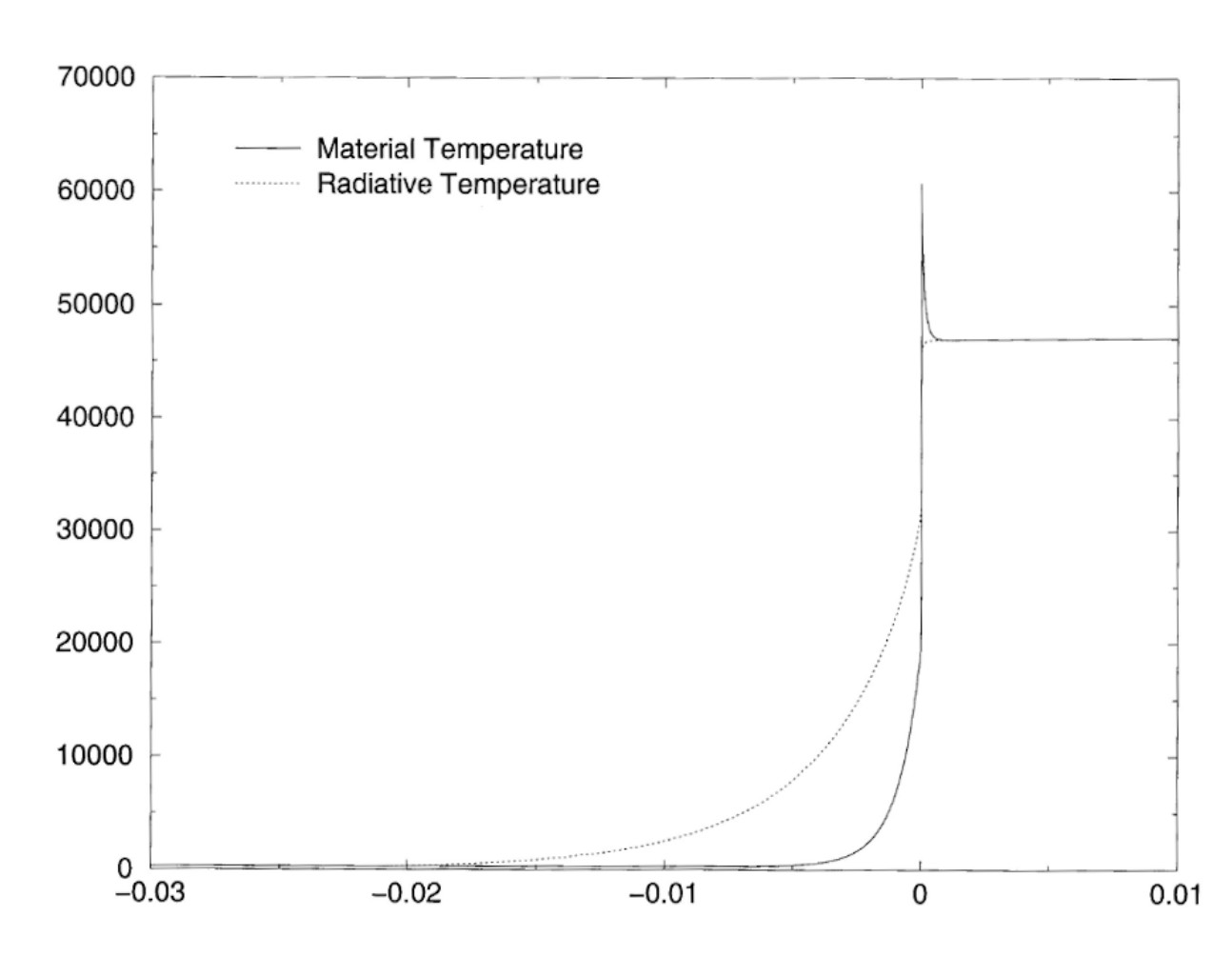
Températures en K dans un choc radiatif. Conditions amont T, p normales, V=10 km/s.

Pour des chocs forts dans un gaz la température monte à plusieurs milliers de degrés, valeur pour lesquelles le  rayonnement joue un rôle important. Ceci est vrai derrière le choc et le rayonnement induit remonte d'une part en amont pour créer une zone de préchauffage baptisée « précurseur » et d'autre part en aval où il crée localement les températures les plus hautes avant de relaxer vers la température prévue pour le fluide seul. Cette région plus chaude est moins étendue que la région délimitant le précurseur à cause d'une absorption radiative plus importante. D'une façon générale, le fluide et le rayonnement ne sont pas en équilibre thermodynamique et ont des températures différentes. Les relations de Rankine-Hugoniot restent valides en prenant en compte la température (inconnue) avant choc.
La température du précurseur augmente jusqu'à atteindre la température loin derrière le choc : on parle alors de « choc sous-critique ». Au-delà on obtient un  « choc super-critique » pour lequel la température avant choc reste limitée par les lois de conservation.

## Types de choc et interactions

### Types de choc
On distingue classiquement :

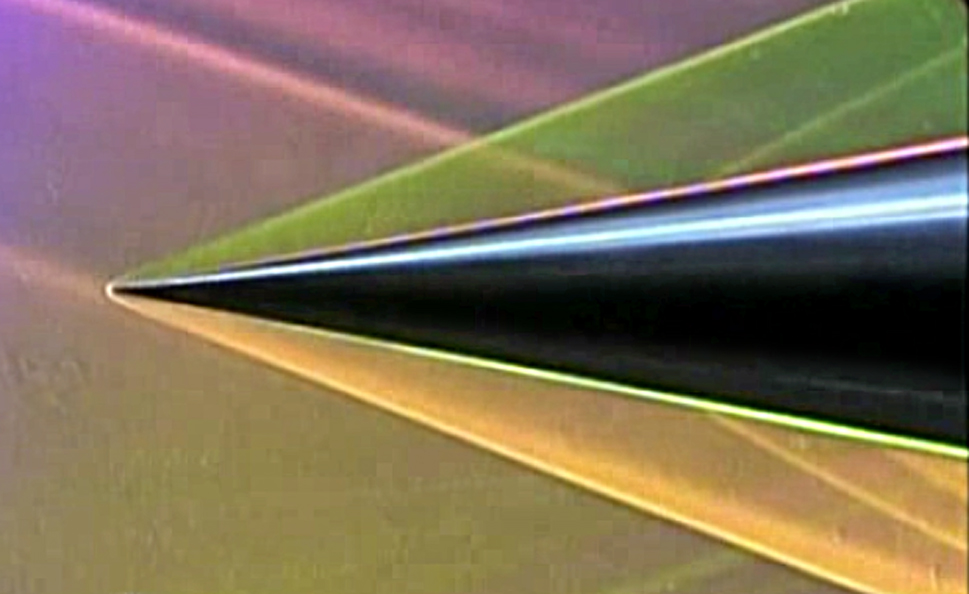
Image par ombroscopie d'un cône faiblement émoussé à Mach=3.

- le choc droit, normal à l'écoulement ;
- le choc oblique présentant un certain angle avec la normale à l'écoulement amont ; l'écoulement en aval peut être subsonique ou supersonique ;
- le choc détaché (bow shock) à l'avant d'un corps émoussé. Pour un objet axisymétrique il est constitué d'une partie droite sur l'axe (angle {\displaystyle \textstyle \,\theta ={\frac {\pi }{2}}}), puis se courbe vers l'arrière pour tendre vers l'angle de Mach défini par {\displaystyle \textstyle \theta _{M}=\arcsin {\frac {1}{Mach}}} définissant l'onde de Mach[11]. Celle-ci est une dégénérescence de l'onde de choc vers une onde sonore simple. Cela permet de justifier l'explication courante du cône de choc par l'enveloppe des sphères de perturbation sonores partant de l'objet à divers instants. Cette enveloppe n'est donc une bonne approximation qu'à une distance de l'objet grande devant la taille de celui-ci.

### Réflexion sur une surface

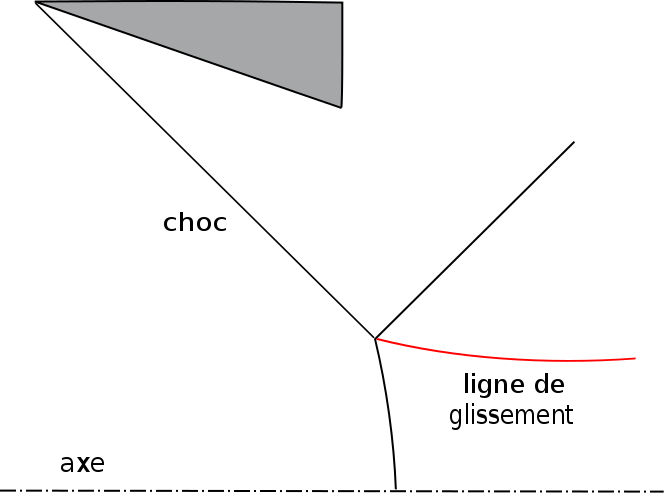
Réflexion d'un choc oblique conique sur lui-même avec création d'une ligne de glissement.

- Lorsqu'une onde de choc droite parallèle à une surface atteint celle-ci elle se réfléchit et se propage dans le gaz préalablement chauffé par le passage du choc incident. La présence de la paroi imposant une vitesse nulle avant et après réflexion toute l'énergie est cédée à l'énergie interne du gaz et les pression et température sont plus élevées que les valeurs obtenues après le premier passage[11]. Ce phénomène est utilisé dans les souffleries à choc réfléchi pour créer un réservoir de gaz chaud utilisable pendant quelques millisecondes ou dizaines de ms[12]. Il s'agit d'un tube à choc de conception particulière.

- Lorsque l'angle de l'onde choc dépasse 30 à 45 degrés (suivant le nombre de Mach) on observe une réflexion à un angle inférieur à l'angle d'incidence, délimitant ainsi trois régions de propriétés différentes[11].

- Lorsque l'angle d'incidence est faible il se crée une configuration particulière en Y. Le point triple (le sommet de la barre verticale du Y) crée une ligne de glissement[11]. Ce phénomène provoque l'apparition de quatre régions différentes.

### Interaction de chocs

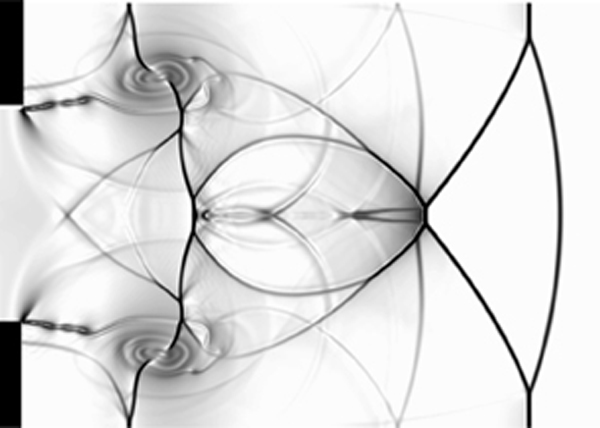
Interactions d'ondes de choc dans un jet supersonique en cours de formation.

L'interaction de deux chocs se caractérise par une réfraction mutuelle et la création d'une ligne de glissement au point d'intersection, créant cinq régions de propriétés différentes. Toutefois ceci n'est vrai que pour un milieu infini. Dans la pratique on trouve des configurations plus complexes, par exemple les entrées d'air d'engins supersoniques. Une liste d'interactions possibles a été proposée par Barry E. Edney qui a donné son nom à celles-ci : on parle d'une interaction de type « Edney I / II / ... / VII ».

### Propagation à une interface
Pour deux corps notés A et B l'onde choc arrivant par A à l'interface A/B produit dans B une onde de choc et, suivant la valeur relative des impédances {\displaystyle \textstyle Z=\rho V} où ρ est la masse volumique et V est la vitesse de propagation:
- une onde de choc réfléchie dans A si {\displaystyle \textstyle Z_{B}>Z_{A}} ;
- une détente dans le cas contraire.

Cette détente peut entraîner une fissuration ou un écaillage dans la région proche de l'interface, si l'on dépasse les contraintes à rupture en traction.

## Applications
- Les applications sont nombreuses en aérodynamique supersonique, domaine dans lequel les chocs sont omniprésents.

- On rencontre également ces problèmes dans les effets d'explosions ou d'impacts provoqués par une arme (pénétrateur, blindage) ou par un micrométéorite sur un satellite.

- Les applications sont également nombreuses en astrophysique : vent solaire ou stellaire[16], explosion d'étoile...

- Plus récemment on trouve des applications dans le domaine médical (lithotripsie) ou l'étude du trafic routier[17].